# روزهای به‌یادماندنی
روزهای بیاد ماندنی یک مجموعه تلویزیونی محصول سال ۱۳۸۲ به کارگردانی تورج منصوری، همایون شهنواز، نویسندگی همایون شهنواز و تهیه‌کنندگی پروانه پرتو می‌باشد که مرکز سیمافیلم تولید و از شبکه یک پخش شد. فصل اول این مجموعه را همایون شهنواز در ۱۱ قسمت ساخت و تولید ادامه آن به تورج منصوری سپرده شد.

## خلاصه داستان
این سریال با حال و هوای سال‌های ۱۹۱۴ تا ۱۹۲۰ ساخته شده وقایع سال‌های پایانی سلطنت قاجار، دوره احمدشاه و رویدادهای تاریخی و سرنوشت ساز دوران جنگ جهانی اول را در بر می‌گیرد.

## بازیگران
- بهرام زیرکساری
- مهدی سلطانی
- مهران رجبی
- علی دهکردی
- بیژن امکانیان
- محمدرضا حقگو
- پرویز پورحسینی
- حبیب دهقان‌نسب
- صالح میرزاآقایی
- صدرالدین حجازی
- بهروز مسروری
- پوریا پورسرخ
- جمشید گرگین
- حبیب اسماعیلی
- حسین خانی‌بیک
- رضا مختاری
- ستاره اسکندری
- سیامک اشعریون
- عزیزالله هنرآموز
- علی نصیریان
- محمدرضا فروتن
- عنایت‌الله بخشی
- عنایت‌الله شفیعی
- فخرالدین صدیق‌شریف
- فرخ نعمتی
- کاظم هژیرآزاد
- مجید میرزائیان
- محمد شیری
- محمد صادقی
- محمد فیلی
- محمود بنفشه‌خواه
- محمود پاک‌نیت
- مهتاب کرامتی
- مهدی میامی
- میرطاهر مظلومی
- منوچهر علیپور
- نفیسه روشن
- علی جاویدفر
- آرش تاج تهرانی